# Can't Fight This Feeling (REO Speedwagon)
Can't Fight This Feeling è un singolo del gruppo rock statunitense REO Speedwagon, pubblicato nel 1984 ed estratto dall'album Wheels Are Turnin'.
Il brano è stato scritto da Kevin Cronin.

## Tracce
7"
1. Can't Fight This Feeling
2. Break His Spell

## Formazione
- Kevin Cronin - voce, chitarra
- Gary Richrath - chitarra
- Neal Doughty - tastiera
- Alan Gratzer - batteria
- Bruce Hall - basso

## Classifiche
| Classifica (1985) | Posizione massima |
| ----------------- | ----------------- |
| Canada            | 5                 |
| Regno Unito       | 16                |
| Stati Uniti       | 1                 |

## Cover
- Nel 2019 il gruppo indie pop inglese Bastille ha pubblicato una cover del brano, con la partecipazione della London Contemporary Orchestra, per la Virgin Records.

- Nel 2024 la cantante statunitense JoJo ha nuovamente inciso Can't Fight This Feeling per la colonna sonora del film Lisa Frankenstein, diretto da Zelda Williams.[7]